# Ольгинск
О́льгинск — посёлок в Селемджинском районе Амурской области России. Входит в Златоустовский сельсовет.
Посёлок Ольгинск, как и Селемджинский район, приравнен к районам Крайнего Севера.

## География
Расположен на правом берегу реки Большая Эльга (левый приток Харги, бассейн Селемджи), в 60 км к востоку от райцентра, пгт Экимчан. Через посёлок проходит автодорога районного значения Экимчан — Златоустовск. Расстояние до центра сельского поселения, посёлка Златоустовск — 20 км (на северо-восток). В 2,5 км к югу от посёлка находится село Ивановское.

## Население
| 2002 | 2010 | 2011 | 2012 | 2013 | 2014 | 2015 |
| ---- | ---- | ---- | ---- | ---- | ---- | ---- |
| 135  | ↘110 | →110 | ↘106 | ↘99  | ↗103 | ↗105 |
| 2016 | 2017 | 2018 |      |      |      |      |
| ↘104 | ↘102 | ↗103 |      |      |      |      |